# EMW
EMW is een historisch merk van motorfietsen en auto's.
Volledige bedrijfsnaam: Eisenacher Motoren Werk. Aktiengesellschaft für Maschinenbau vormals BMW, daarna Staatliche Aktiengesellschaft Awtowelo Werk BMW Eisenach, VEB IFA Automobilwerk EMW Eisenach en uiteindelijk VEB Automobilwerk Eisenach (Ook wel afgekort tot AWE) (1945-1956).
Oost-Duits bedrijf dat in feite in 1896 was opgericht door Heinrich Ehrhardt (Fahrzeugfabrik Eisenach). In 1899 begon de autoproductie daadwerkelijk met de Wartburg. In 1904 ging men onder de naam Dixi verder. Dixi werd in 1928 door BMW overgenomen om er personenauto's te gaan maken. In 1942 verplaatste BMW ook de motorfietsproductie naar Eisenach.

## Motorfietsen
Na de Tweede Wereldoorlog was de fabriek voor 60% vernield. De opperbevelhebber van de Sovjet-zone besloot de fabriek niet te ontmantelen maar beval een productie van 3000 motorfietsen en auto's per jaar. De fabriek werd opgenomen in de vennootschap "Awtowelo", die een aantal onteigende Duitse fabrieken verbond en zich voornamelijk bezighield met de productie van motorfietsen in Eisenach en Suhl.
De Russen hadden voor de oorlog al patenten van BMW overgenomen en waren onder de indruk van de kwaliteit van de producten uit Eisenach. Vanaf november 1945 maakte men weer de R 35, die door BMW tot 1940 gemaakt was. Vanaf september 1946 viel het bedrijf onder Russische verantwoording en heette "Staatliche Aktiengesellschaft Awtowelo Werk BMW Eisenach".
Toen in 1948 de DDR werd gesticht rolden er 4000 R 35's van de band, nog steeds met het BMW-embleem op de tank. De eerste machines kwamen nu ook in de handel, tot dat moment was de hele productie afgevoerd naar Rusland. BMW had - uiteraard - geklaagd over het gebruik van de merknaam en een proces gewonnen, waardoor vanaf 1951 het rood-witte EMW-embleem werd gebruikt. In 1952 werd EMW weer (Oost-)Duits en werd de naam VEB (VolksEigener Betrieb) IFA Automobilfabrik EMW Eisenach.
In 1956 werd de productie van motorfietsen gestaakt om meer mogelijkheden te scheppen voor de automobielproductie. Tot die tijd had EMW slechts één model gemaakt, de R 35, die door de jaren heen wel verbeterd was.

## Auto's
Onder de naam EMW werden ook auto's geproduceerd, afgeleid van oude BMW-automodellen, zoals de 328 de 340/2 met 2-literkopklepmotor van 57 pk en de 327/2. EMW, ondertussen onderdeel van IFA geworden, staakte in 1956 de productie van motorfietsen en bracht de productie bij MZ onder, de fabriek werd gebruikt voor de productie van aanvankelijk de IFA F9, later de Wartburg.